# سادالی
سادالی (به انگلیسی: Sadali) یک منطقهٔ مسکونی در هند است که در کارناتاکا واقع شده است.